# Ludwig Kasper

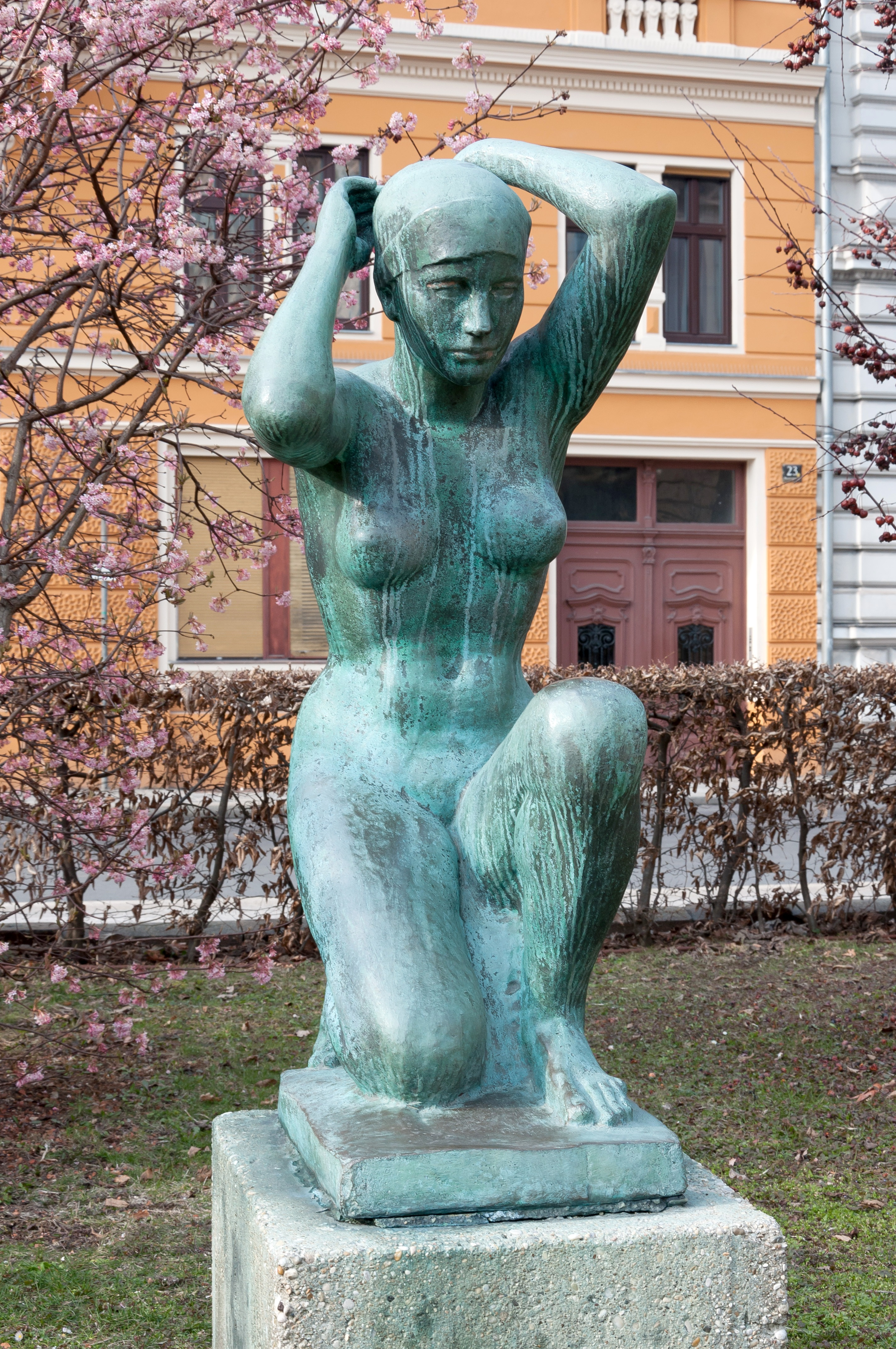
Kleine Knieende (Linz)

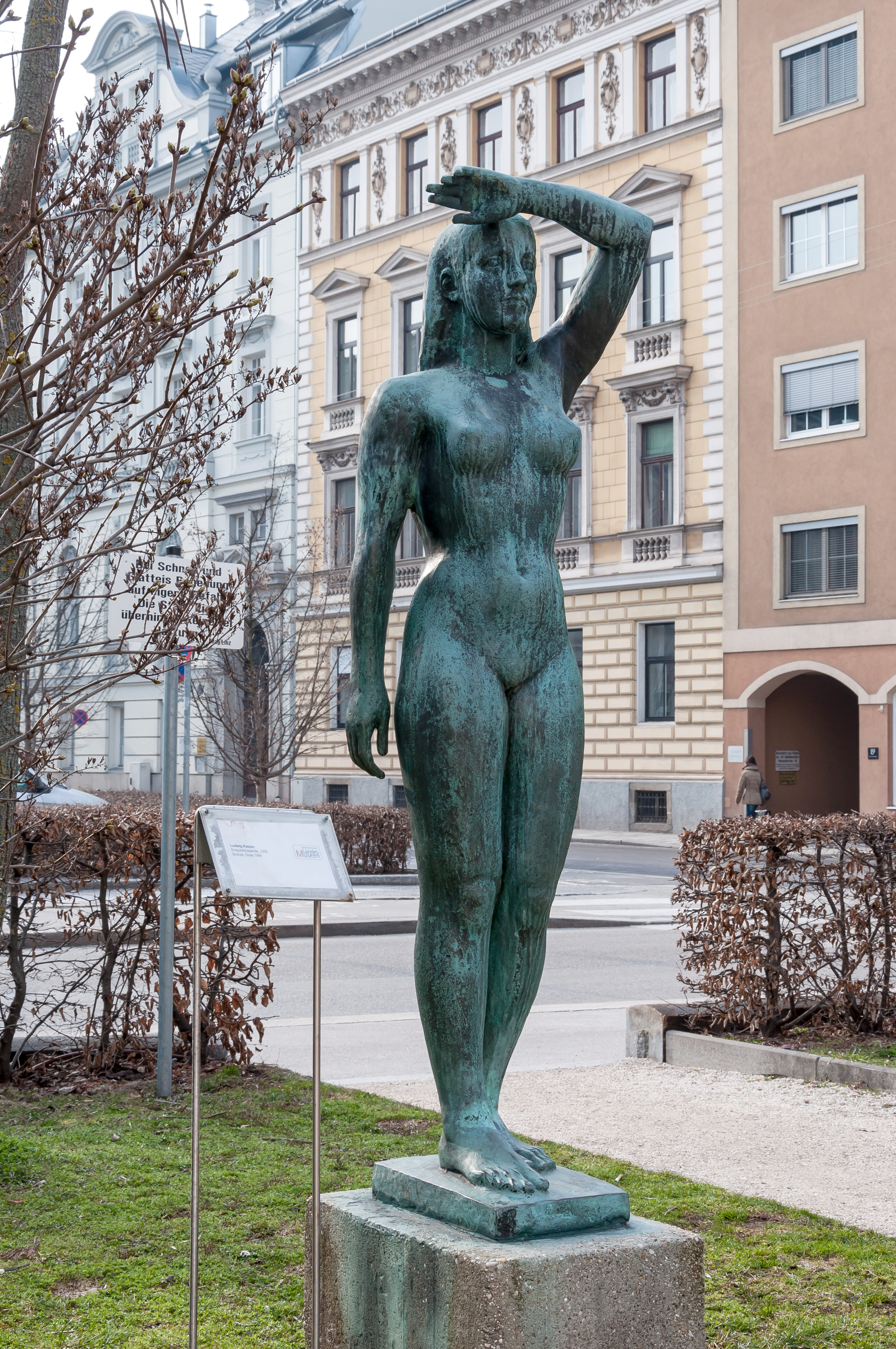
Emporschauende (Linz)

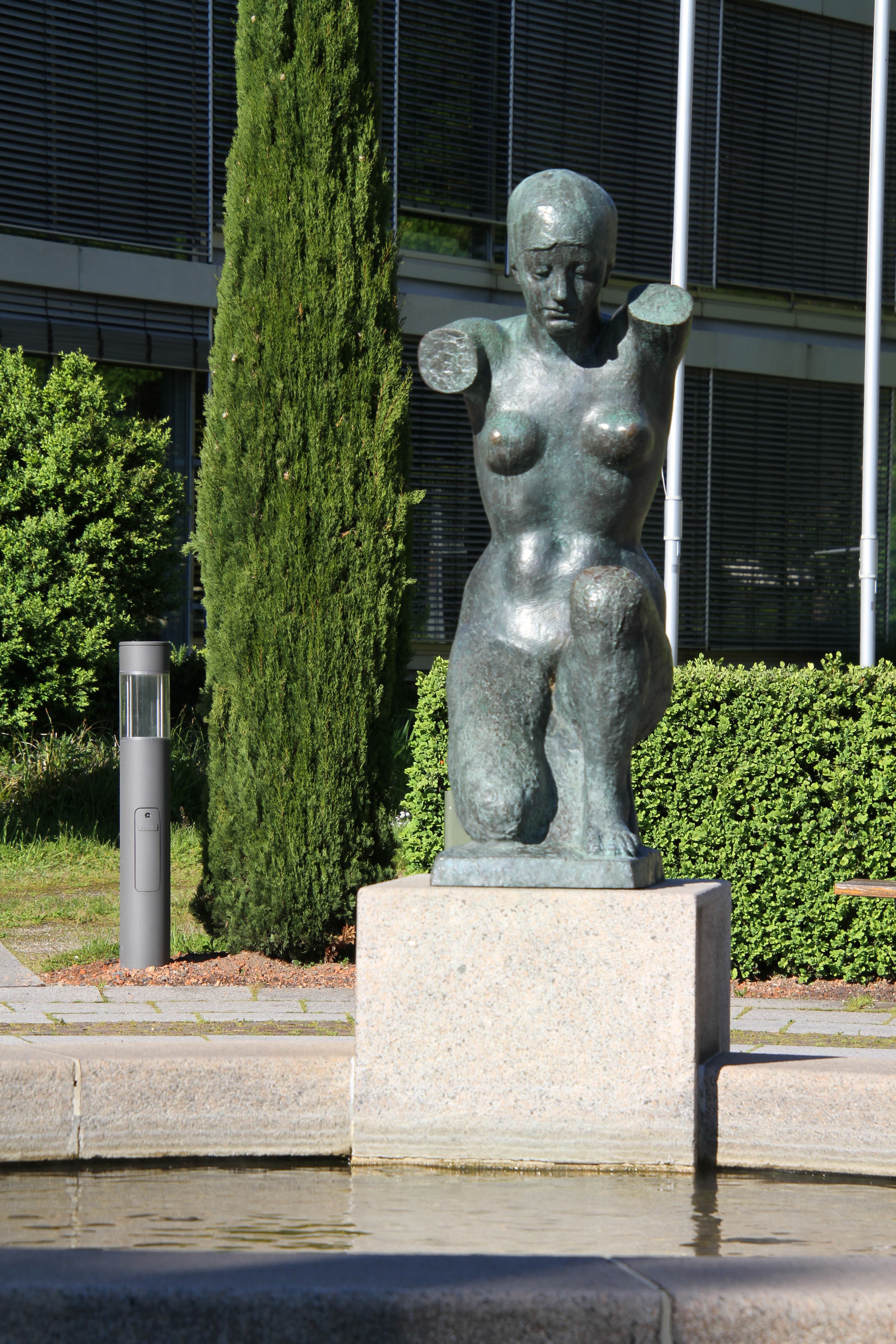
Knieende (Baden-Baden)

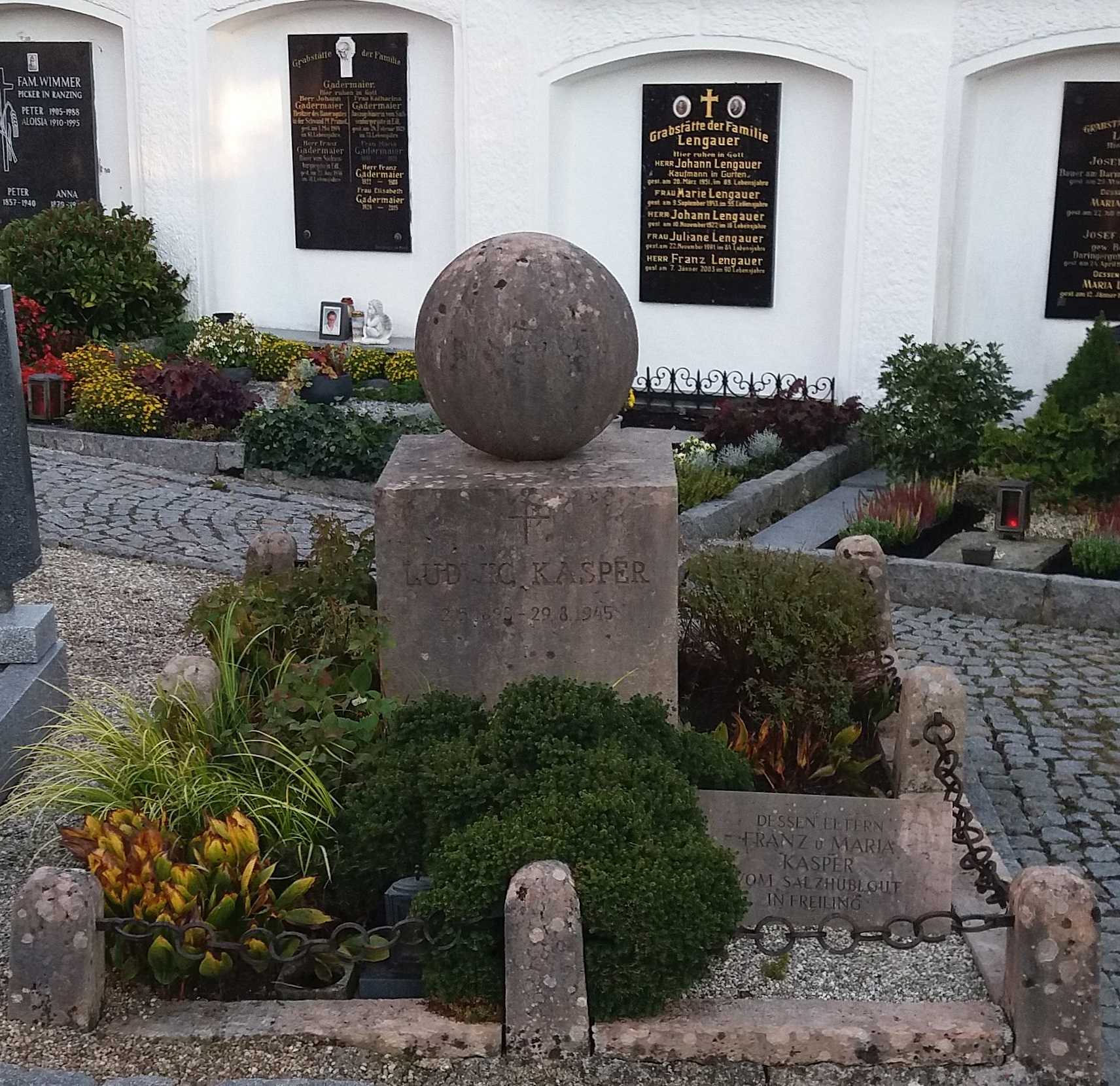
Friedhof Gurten, Grab von Ludwig Kasper

Ludwig Kasper (* 2. Mai 1893 in Gurten, Österreich-Ungarn; † 28. August 1945 in Braunau) war ein österreichischer Bildhauer.

## Leben
Der Bauernsohn Ludwig Kasper erhielt seine künstlerische Ausbildung zum Bildhauer in den Jahren 1909–12 an der Fachhochschule für Holzbildhauerei im oberösterreichischen Hallstatt, sowie – unterbrochen durch die Teilnahme am Ersten Weltkrieg – von 1912 bis 1925 bei Hermann Hahn an der Kunstakademie in München, wo er mit dem Bildhauer Fritz Wrampe und dem Maler Florian Bosch von 1923 bis 1928 ein Atelier im ehemaligen Schwanthaler-Museum unterhielt.
In den 1920er Jahren schuf Kasper überwiegend Köpfe bzw. Porträtbüsten. 1928/29 absolvierte er mit seiner späteren Frau, der Künstlerin Ottilie Wolf (danach Ottilie Kasper), ein künstlerisches Förderstudienjahr in Paris. Im Jahr 1930 erfolgte der Umzug ins schlesische Berna, den Geburtsort Ottilie Kaspers, künstlerisch markiert dieses Jahr auch die Hinwendung zur lebensgroßen, formal eng an die griechische Skulptur der archaischen Periode angelehnten ganzfigürlichen Plastik.
1933 folgte der Umzug nach Berlin, wo Ludwig und Ottilie Kasper als Teil der Ateliergemeinschaft Klosterstraße in engem und künstlerisch fruchtbarem Austausch mit Gerhard Marcks und einer Reihe von später als entartet diffamierten Künstlern wie Käthe Kollwitz, Hermann Blumenthal, Hermann Teuber und Werner Gilles standen. Kasper selbst wurde als traditionell figurativ arbeitender Bildhauer im Dritten Reich toleriert und rezipiert, sein Stille atmender, „statuarischer“ Stil stand dem barock-eklektizistischen Monumentalstil ideologischer Prägung jedoch konträr entgegen und galt den Nationalsozialisten als „propagandistisch nicht verwertbar“, sodass der Künstler trotz stetig steigender Nachfrage nach Bauskulptur nur einmal, im Jahre 1936 in Celle, einen öffentlichen Auftrag erhielt.
Allerdings ist seine Teilnahme als Mitglied der Reichskammer der bildenden Künste an 33 Gruppenausstellungen sicher belegt, darunter 1937 die Große Deutsche Kunstausstellung in München. Einzelausstellungen fanden 1936 im Duisburger Wilhelm-Lehmbruck-Museum sowie 1937 im Verein Berliner Künstler statt. 1939 wurden Kaspers Plastiken von dem einflussreichen Berliner Kunsthändler Karl Buchholz in für die Zeit ungewohnt weltoffenem Kontext zusammen mit Grafiken Aristide Maillols präsentiert. Stipendien ermöglichten Kasper Studienaufenthalte in Griechenland (1936/37) und Rom (1939/40).  In den Kriegsjahren bis 1945 entstanden unter schwieriger werdenden Lebens- und Arbeitsbedingungen vor allem Porträtbüsten und lebensgroße kniende bzw. sitzende weibliche Akte. In seiner Heimat Oberösterreich wurde Kasper 1941 mit dem Gaupreis für Plastik ausgezeichnet. 1943 trat er eine Professur an der Werkkunstschule Braunschweig an, wurde jedoch durch Ausbombung zu deren vorzeitigem Abbruch und in der Folge zur Rückkehr nach Oberösterreich gezwungen. Kasper stand 1944 in der Gottbegnadeten-Liste des Reichsministeriums für Volksaufklärung und Propaganda.
Er starb an den Folgen eines Nierenleidens. Sein Grab befindet sich in Gurten.
Ludwig Kasper schuf mehrheitlich lebensgroße Skulpturen in Marmorzement und Gips und hat zu Lebzeiten nur in Ausnahmefällen Bronze-Abgüsse seiner Plastiken autorisiert. Wie Haftmann betont, war der Bronzeguss "seiner bildhauerischen Vorstellung nicht angemessen".
Nach 1945 wurden Ludwig Kaspers Werke u. a. auf der ersten documenta (1955) in Kassel ausgestellt. Die Stehende Frau war 1951 auf der Ersten Bundesgartenschau in Hannover zu sehen. Eine größere Anzahl von Originalen befindet sich heute im Oberösterreichischen Landesmuseum in Linz, wo diese zuletzt im Jahr 2009 ausgestellt waren.

## Werke (Auswahl)
- Speerträger (Gips)
- Arethusa (Gips)
- Kniende (Marmorzement)
- Sitzende (Marmorzement)
- Kind mit Apfel (Marmorzement)
- Knabe (Marmorzement)
- Stehendes Mädchen (Marmorzement)
- Große Stirnbandbinderin (Marmorzement)
- Kleine Stirnbandbinderin (Marmorzement)
- Hockende (Marmorzement; 1937 auf der Großen Deutschen Kunstausstellung)
- Bildnis einer Frau, überlebensgroß (Marmorzement)
- Frauenkopf (Terrakotta)
- Concetta (Marmorzement)
- Stehende Frau (Marmorzement)

## Ausstellungen (unvollständig)
- 1939: Ludwig Kasper – Plastik. Galerie Karl Buchholz, Berlin (4. Mai – 3. Juni).